# کارل گوتسکف
کارل گوتسکف (آلمانی: Karl Gutzkow؛ ۱۷ مارس ۱۸۱۱ – ۱۶ دسامبر ۱۸۷۸) یک خبرنگار اهل آلمان بود.